# Pátála

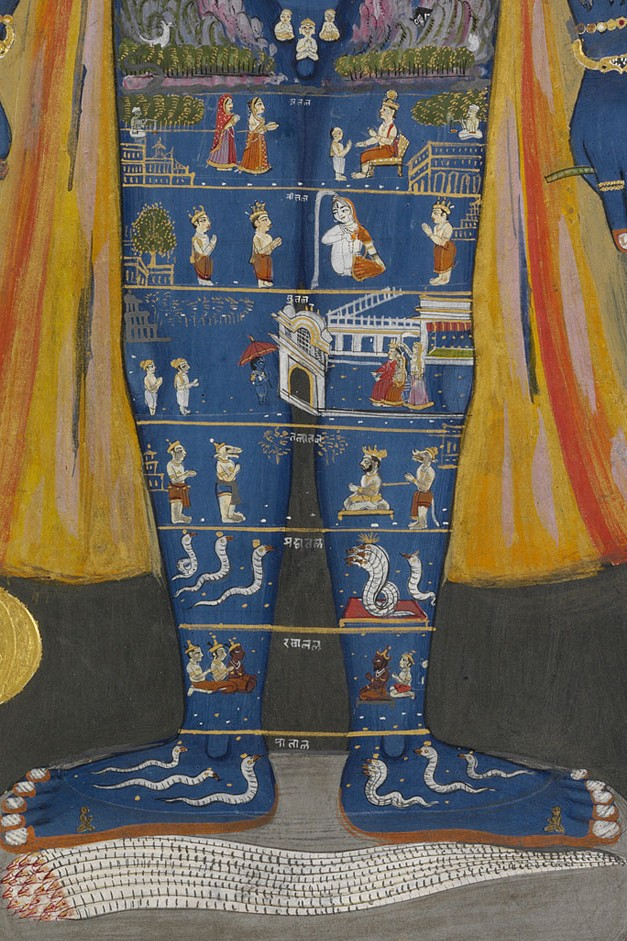
Sedm světů Pátalu vyobrazených na nohou Višnua, pod nimi Ananta Šéša, detail rádžastánské malby, cca 1800–1820

Pátála je v hinduistické mytologii sedmým z podsvětních lóků „světů“ a zároveň pro všech sedm podsvětních světů: Atála, Vitála, Nitála, Gabhastimat, Mahátala, Sutála a Pátála, které jsou obývány Daitji, Dánavy, jakši a nágy. Každý z těchto světů má hloubku deset tisíc jódžan, tedy přibližně 145 tisíc kilometrů. Nad pátály se nachází svět lidí a zvířat, zatímco pod ním leží svět zvaný Naraka, jemuž vládne bůh smrti Jama a kde přechodně pobývají hříšníci.
Vájupurána popisuje Pátálu jako krásný svět, který vynikají krásou žen, chutí jídel, opojností vína a příjemným podnebím. Dévíbhágavatapurána dokonce tvrdí, že skýtá větší štěstí než nebesa a že tento svět nezná žádné nemoci a všichni jeho obyvatelé jsou dobří. Vlastní, tedy sedmý, Pátál obývá had Ananta Šéša, na jehož těle spočívá Višnu mezi stvořením a zničením světa. Ananta Šéša je také vládcem tohoto nejnižšího podsvětního světa a hadího lidu nágů.